# Péninsule de Tango
La péninsule de Tango (丹後半島, Tango-hantō) est une péninsule située dans le nord de la préfecture de Kyoto, sur l'île de Honshū au Japon.

## Géographie
La péninsule de Tango s'étend sur les municipalités de Kyōtango et Ine, ainsi qu'une partie des municipalités de Yosano et Miyazu. Elle bordée par la mer du Japon au nord-ouest et par la baie de Wakasa à l'est. Son point culminant est le mont Taka, à 702 m d'altitude.
Amanohashidate se trouve dans le sud-est de la péninsule.